# Zbigniew Fijałkowski (Sprawiedliwy wśród Narodów Świata)
Zbigniew Fijałkowski (ur. 28 stycznia 1913) – polski „Sprawiedliwy wśród Narodów Świata”.

## Życiorys
W trakcie II wojny światowej pomógł wielu Żydom, którzy uciekli z getta na aryjską stronę Warszawy, dostarczając im fałszywe dokumenty i znajdując dla nich kryjówki (udzielił pomocy 40 żydowskim uciekinierom). Fijałkowski ofiarował także swój dom adwokatowi, dr. Klemensowi Schänbachowi (któremu udało się wraz z żoną Irmą uciec z lwowskiego getta). Schänbachowie przebywali w jego mieszkaniu od 1942 r. aż do wybuchu powstania warszawskiego w sierpniu 1944 r., kiedy to uciekli do Krakowa z fałszywymi dokumentami na nazwisko Tarczyńskich. Ponadto Fijałkowski zapewnił schronienie synowi Schänbachów, Adamowi. Podczas pobytu, zoperowała go dr. Janina Radlińska, również odznaczona po wojnie medalem Sprawiedliwy wśród Narodów Świata.
29 kwietnia 1985 r. Instytut Jad Waszem uhonorował Zbigniewa Fijałkowskiego medalem „Sprawiedliwy wśród Narodów Świata”.